# Taeniotes luciani
Taeniotes luciani är en skalbaggsart som beskrevs av Thomson 1859. Taeniotes luciani ingår i släktet Taeniotes och familjen långhorningar.
Artens utbredningsområde är:
- Belize.
- Guatemala.
- Honduras.
- Panama.

Inga underarter finns listade i Catalogue of Life.